# لاتام (اورگن)
لاتام (به انگلیسی: Latham) یک منطقهٔ مسکونی در ایالات متحده آمریکا است که در شهرستان لین، اورگن واقع شده‌است. لاتام ۲۱۵ متر بالاتر از سطح دریا واقع شده‌است.